# فرانك شامبرلين كلارك
فرانك شامبرلين كلارك (بالإنجليزية: Frank Chamberlain Clark)‏ هو مهندس معماري أمريكي، ولد في 1872، وتوفي في 1957.